# Quercus campitica
Quercus campitica är en bokväxtart som beskrevs av Hadjik. och Ralf Hand. Quercus campitica ingår i släktet ekar, och familjen bokväxter.
Artens utbredningsområde är Cypern. Inga underarter finns listade.